# Moraea natalensis
Moraea natalensis är en irisväxtart som beskrevs av John Gilbert Baker. Moraea natalensis ingår i släktet Moraea och familjen irisväxter. Inga underarter finns listade i Catalogue of Life.